# 5-Bromovilardin
5-Bromovilardin je agonist kainatnih receptora.